# Planoglobulina
Planoglobulina es un género de foraminífero planctónico de la subfamilia Heterohelicinae, de la familia Heterohelicidae, de la superfamilia Heterohelicoidea, del suborden Globigerinina y del orden Globigerinida. Su especie tipo es Guembelina acervulinoides. Su rango cronoestratigráfico abarca el Maastrichtiense superior (Cretácico superior).

## Descripción
Planoglobulina incluía especies con conchas flabeliformes, inicialmente biseriadas y finalmente multiseriadas irregulares, con proliferación de cámaras sobre un plano; sus cámaras eran globulares a subglobulares; sus suturas intercamerales eran incididas; su contorno ecuatorial era subtriangular (en abanico) y lobulada; su periferia era redondeada, pero las últimas cámaras podía desarrollar unos rebordes que se fusionaban para crear una cresta periférica continua; presentaban dos aberturas principales a ambos lados de cada cámara en el estadio multiseriado, todas ellas interiomarginales, laterales, y con forma de arco pequeño; presentaban pared calcítica hialina, finamente perforada, y superficie estriada a costulada, con estrías y/o costillas longitudinales, o vermicular.

## Discusión
Clasificaciones posteriores han incluido Planoglobulina en el Orden Heterohelicida.

## Paleoecología
Planoglobulina incluía especies con un modo de vida planctónico, de distribución latitudinal cosmopolita, preferentemente tropical-subtropical, y habitantes pelágicos de aguas intermedias a profundas (medio mesopelágico superior a batipelágico superior).

## Clasificación
Planoglobulina incluye a las siguientes especies:
- Planoglobulina acervulinoides †
- Planoglobulina carseyae †
- Planoglobulina multicamerata †

Otras especies consideradas en Planoglobulina son:
- Planoglobulina austiniana †
- Planoglobulina brazoensis †
- Planoglobulina meyerhoffi †
- Planoglobulina moremani †
- Planoglobulina ornatissima †